# 소사동 (부천시)
소사동(素砂洞)은 대한민국 경기도 부천시 원미구의 법정동이다. 소사본동과는 하나의 동이었으나, 1993년 경인선을 기준으로 원미구와 소사구로 구획되면서 분리된 것이다.

## 개요
전형적인 단독주택 밀집지역이다. 북쪽에는 원미산이 있고 앞쪽으로는 소사역이 자리하고 있다. 동편에는 가톨릭대학교가 있으며, 서편에는 소명여중·고교와 성가병원이 위치하고 있다.

## 인구

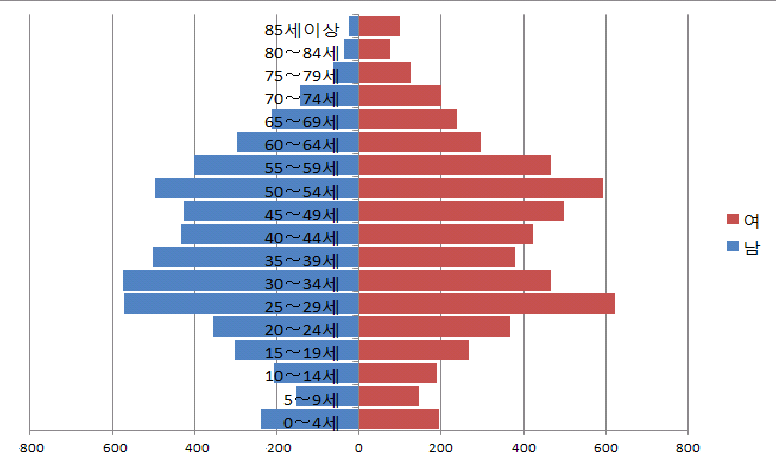
2010년 소사동 인구구조

2010년 소사동의 인구는 11,075명이고 이중 남자는 5,434명, 여자는 5,641명으로 여자가 많아 성비는 96.3이다. 14세 이하의 유소년 인구의 비율은 10.1%로 부천시 평균 15.8%보다 낮고 노년 인구 비율은 11.0%이고, 가장 인구가 많은 연령대는 25~29세이다.

## 법정동
- 소사동

## 교육
- 소명여자중학교
- 소명여자고등학교

## 같이 보기
- 소사본동